# Whatever the Case May Be (Lost)
Whatever the Case May Be este un episod al serialului de televiziune Lost, sezonul 1.